# Alexandra Ripley
Alexandra Braid, nota come Alexandra Ripley dal cognome del primo marito (Charleston, 8 gennaio 1934 – Richmond, 10 gennaio 2004), è stata una scrittrice statunitense, nota soprattutto per essere stata l'autrice di Rossella, il seguito di Via col vento di Margaret Mitchell.
Frequentò la rinomata scuola femminile Ashley Hall di Charleston, per passare poi al Vassar College di Poughkeepsie, New York.
Nel 1958 sposò Leonard Ripley, dal quale divorziò nel 1963 e dal quale ebbe due figli. Sposò in seconde nozze John Graham dal quale ebbe altri due figli.
Il suo romanzo di debutto fu Who's the Lady in the President's Bed? del 1972. Il primo romanzo storico, Charleston del 1991 ebbe un buon riscontro, diventando un bestseller, come del resto i romanzi che lo seguirono. Rossella, l'opera più nota, fu accolta molto male dalla critica ma ottenne comunque un enorme successo di pubblico.

## Opere
- Who's the Lady in the President's Bed? (1972)
- Charleston (1981)
- Addio, Charleston (On Leaving Charleston) (1984)
- The Time Returns (1985)
- New Orleans (New Orleans Legacy) (1987)
- Rossella (Scarlett) (1991)
- La signora del Sud (From Fields of Gold) (1994)
- A Love Divine (1997)